# 曲新勇
曲新勇（1961年5月—），男，汉族，山东烟台人，中华人民共和国军事人物、政治人物，中国人民解放军少将，曾任雲南省軍區參謀長、中共青海省委常委、青海省军区司令员，其后仼中共四川省委常委、四川省军区司令员、第十三届全国政协委员。 